# Chiesa dei Santi Pietro e Paolo (Stans)
La chiesa dei Santi Pietro e Paolo (in tedesco: Kirche St. Peter und Paul) è un luogo di culto cattolico di Stans, capitale del Canton Nidvaldo in Svizzera; l'edificio è situato nel centro storico del comune, del quale è la chiesa parrocchiale.

## Storia

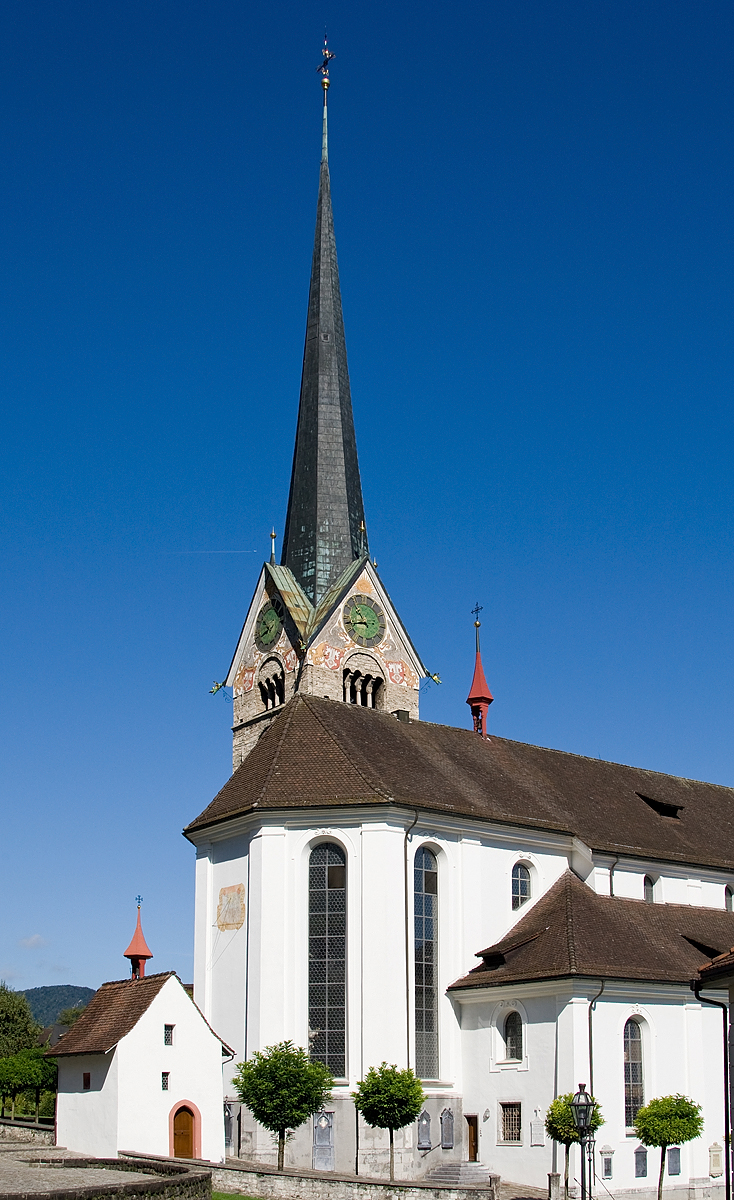
Veduta absidale

La chiesa fu costruita tra il 1641 e il 1647 in sostituzione dell'antica chiesa parrocchiale di San Pietro, che era stata eretta da nobili alemanni intorno al 750. L'edificio pre-carolingio fungeva da chiesa parrocchiale per l'intera valle di Engelberg e fu ampliato più volte; il diritto di patronato appartenne all'abbazia di Muri e in parte, dal XII secolo, all'abbazia di Engelberg, a lungo in conflitto. Il nuove edificio seicentesco fu costruito da Jakob Berger di Sursee e quello precedente, rivolto verso est, venne demolito; alla nuova costruzione, orientata a sud, fu aggregato il campanile del XII secolo.

## Descrizione
La chiesa dei Santi Pietro e Paolo è un edificio barocco a tre navate; il preesistente campanile romanico, inglobato nella nuova costruzione, risale al XII secolo. Una nicchia alle spalle dell'abside racchiude il monumento ad Arnold von Winkelried, scolpito in marmo di Carrara a Roma e poi spedito per nave, ferrovia e cavalli a Stans nel 1865; in stile neogotico, è stato scolpito da Ferdinand Schlöth.